# Santa Luzia (ort i Brasilien, Paraíba, Santa Luzia, lat -6,87, long -36,92)
Santa Luzia är en ort i Brasilien.   Den ligger i kommunen Santa Luzia och delstaten Paraíba, i den östra delen av landet, 1 600 km nordost om huvudstaden Brasília. Santa Luzia ligger 304 meter över havet och antalet invånare är 13 243.
Terrängen runt Santa Luzia är platt åt nordväst, men åt sydost är den kuperad. Det finns inga andra samhällen i närheten. 
Omgivningarna runt Santa Luzia är huvudsakligen savann. Runt Santa Luzia är det ganska glesbefolkat, med 31 invånare per kvadratkilometer.